# 克魯若克
51°18′4″N 34°12′4″E / 51.30111°N 34.20111°E
克魯若克（烏克蘭語：Кружок）是位於烏克蘭東北部的村莊，由蘇梅州科諾托普區的新斯洛博達市鎮負責管轄。該村分別距離里夫涅和謝伊姆河4公里，2001年該村落人口60。